# Liste der Baudenkmale in Sundhagen
In der Liste der Baudenkmale der Gemeinde Sundhagen sind alle Baudenkmale der Gemeinde Sundhagen im Landkreis Vorpommern-Rügen aufgelistet. Grundlage ist die Veröffentlichung der Denkmalliste des Landkreises Vorpommern-Rügen, Auszug aus der Kreisdenkmalliste vom Juli 2012, Mai 2015 und August 2016.

## Ahrendsee
| ID | Lage         | Bezeichnung | Beschreibung | Bild |
| -- | ------------ | ----------- | ------------ | ---- |
| 3  | Ahrendsee 33 | Gutshaus    |              |      |

## Behnkendorf
| ID  | Lage                 | Bezeichnung | Beschreibung | Bild |
| --- | -------------------- | ----------- | ------------ | ---- |
| 177 | Dorfstraße 2 (Karte) | Bauernhof   |              |      |

## Brandshagen
| ID  | Lage                      | Bezeichnung | Beschreibung | Bild           |
| --- | ------------------------- | --- | --- | -------------- |
| 230 | An der Kirche 1 (Karte)   | Wohnhaus | |                |
| 231 | An der Kirche 3 (Karte)   | Wohnhaus | |                |
| 232 | Auf den Hörnern 1 (Karte) | Wohnhaus | |                |
| 233 | Auf den Hörnern 7 (Karte) | Mittelflurhaus | |                |
| 234 | Dorfstraße 14 (Karte)     | Wohnhaus | |                |
| 235 | Dorfstraße 17 (Karte)     | ehem. Lehrer- und Küsterwohnhaus                                                                                                   | |                |
| 236 | Dorfstraße 17             | ehemaliges Gasthaus | |                |
| 238 | Wüstenfelder Straße       | Ehrenmal Sowjetarmee | Ehrenmal für die Sowjetarmee | Weitere Bilder |
| 237 | (Karte)                   | Kirche mit Friedhof | Gotische Marienkirche (Brandshagen) mit Fachwerk-Dachreiterturm und eingez. rek. kreuzrippengewölbter, 2-jochigem Chor, im 13. Jahrh. von Zisterziensern errichtet, 3-gesch., 4-jochiges Langhaus als Halle aus dem 14. Jh., abgetr. Strebepfeiler; Reste von Wandmalerei (14. Jh.), Altar von 1707, Empire-Kanzel (18. Jh.) | Weitere Bilder |
| 827 |                           | gepflasterte Landstraße mit Lindenallee (Abschnitt Kirchdorf-Stralsund, einschließlich der Ortsdurchfahrten Reinberg, Brandshagen) | |                |

## Bremerhagen
| ID  | Lage                  | Bezeichnung | Beschreibung | Bild     |
| --- | --------------------- | ----------- | ------------ | -------- |
| 241 | Dorfstraße 39 (Karte) | Gutshaus    |              | Gutshaus |

## Engelswacht
| ID  | Lage             | Bezeichnung | Beschreibung | Bild |
| --- | ---------------- | ----------- | ------------ | ---- |
| 610 | Der Park (Karte) | Park        |              |      |

## Falkenhagen
| ID     | Lage                     | Bezeichnung                              | Beschreibung | Bild |
| ------ | ------------------------ | ---------------------------------------- | ------------ | ---- |
| 10299A | Falkenhagen 3, 4 (Karte) | Gutshaus                                 |              |      |
| 10299B | Falkenhagen 3, 4         | Wirtschaftsgebäude                       |              |      |
| 10299C | Falkenhagen 3, 4         | Ehrenhof mit Pflasterung und Baumbestand |              |      |
| 10299D | Falkenhagen 3, 4 (Karte) | Park mit Bachlauf und Eiskeller          |              |      |
| 10299E | Falkenhagen 1, 2         | Wohnhaus (sog. Alte Wassermühle)         |              |      |
| 10300  | Falkenhagen 12           | Wohnhaus des Verwalters                  |              |      |

## Groß Behnkenhagen
| ID    | Lage       | Bezeichnung       | Beschreibung | Bild |
| ----- | ---------- | ----------------- | ------------ | ---- |
| 10435 | 23 (Karte) | Gutshaus mit Park |              |      |

## Groß Miltzow
| ID  | Lage | Bezeichnung | Beschreibung | Bild |
| --- | ---- | --- | ------------ | ---- |
| 827 |      | gepflasterte Landstraße mit Lindenallee (Abschnitt Kirchdorf-Stralsund, einschließlich der Ortsdurchfahrten Reinberg, Brandshagen) |              |      |

## Hildebrandshagen
| ID  | Lage                        | Bezeichnung                                                               | Beschreibung                                                                                      | Bild |
| --- | --------------------------- | ------------------------------------------------------------------------- | ------------------------------------------------------------------------------------------------- | ---- |
| 462 | Hildebrandshagen 20 (Karte) | Gutsanlage mit Gutshaus, Feldscheune und zwei ehemaligen Feldsteinställen | Eingeschossiger siebenachsiger klassizistischer Putzbau mit Mittelrisalit und Satteldach, um 1800 |      |

## Hinrichshagen
| ID   | Lage               | Bezeichnung | Beschreibung | Bild |
| ---- | ------------------ | --- | ------------ | ---- |
| 827  |                    | gepflasterte Landstraße mit Lindenallee (Abschnitt Kirchdorf-Stralsund, einschließlich der Ortsdurchfahrten Reinberg, Brandshagen) |              |      |
| 1350 | Stahlbroder Straße | Fünfkilometerstein |              |      |

## Horst
| ID  | Lage                  | Bezeichnung                                    | Beschreibung | Bild           |
| --- | --------------------- | ---------------------------------------------- | ------------ | -------------- |
| 475 | Dorfstraße 50 (Karte) | Pfarrhaus                                      |              | Pfarrhaus      |
| 476 | Dorfstraße 50 (Karte) | Kirche mit Friedhof, Feldsteinmauer und Portal |              | Weitere Bilder |
| 477 | Dorfstraße 53         | Bauernhof                                      |              |                |

## Jager
| ID   | Lage             | Bezeichnung                                       | Beschreibung                                                                           | Bild                 |
| ---- | ---------------- | ------------------------------------------------- | -------------------------------------------------------------------------------------- | -------------------- |
| 487  | Jager (Karte)    | Kapelle und Glocke im neuerrichteten Glockenstuhl | Das Bauwerk wurde 1830 errichtet und verfügt über eine bauzeitliche Kirchenausstattung | Weitere Bilder       |
| 482A | Jager 6 (Karte)  | Katen                                             |                                                                                        | Katen                |
| 482B | Jager 7          | Katen                                             |                                                                                        | Katen                |
| 483  | Jager 8 (Karte)  | Wohnhaus Alte Schule                              |                                                                                        | Wohnhaus Alte Schule |
| 484  | Jager 10         | Wohnhaus                                          |                                                                                        |                      |
| 486A | Jager 19 (Karte) | Gutshaus                                          | 2-gesch. Putzbau mit Mittelrisalit vom Ende des 19. Jahrhunderts                       | Gutshaus             |
| 486B | Jager 20         | Gutshaus                                          |                                                                                        |                      |
| 481A | Jager 28 (Karte) | Bauernhof (Eichenhof) mit Wohnhaus und Scheune    |                                                                                        |                      |
| 481B | Jager 29         | Bauernhof (Eichenhof) mit Wohnhaus, und Stall     |                                                                                        |                      |

## Jeeser
| ID  | Lage              | Bezeichnung                     | Beschreibung | Bild                            |
| --- | ----------------- | ------------------------------- | --- | ------------------------------- |
| 496 | Jeeser 4 (Karte)  | Wohnhaus                        | Heilanstalt für Lungenkranke, zur Zeit des Nationalsozialismus als Wehrerziehungslager umgenutzt                                              | Wohnhaus                        |
| 493 | Jeeser 28 (Karte) | Bahnwärterhaus und Nebengebäude | eingeschossiger Bau aus Ziegelsteinen mit mehreren seitlichen Anbauten sowie einem auffällig gestalteten Giebel aus gestaffelten Mauersteinen | Bahnwärterhaus und Nebengebäude |
| 494 | Jeeser 30 (Karte) | Gasthaus Waldschlösschen        | | Gasthaus Waldschlösschen        |

## Kirchdorf
| ID   | Lage                    | Bezeichnung | Beschreibung | Bild           |
| ---- | ----------------------- | --- | --- | -------------- |
| 524  | Kirchstraße (Karte)     | Kirche mit Friedhof, mit schmiedeeisernem Grabkreuz (1828) und Grabkreuzen aus Gusseisen (19. Jh.)                                 | Die Backsteinkirche in Kirchdorf entstand im 14. Jahrhundert und wurde im 17. Jahrhundert um ein Kirchenschiff erweitert. Im 19. Jahrhundert erfolgte ein neugotischer Umbau. | Weitere Bilder |
| 523A | Siedlungsweg 50 (Karte) | Aufsiedlergehöfte innerhalb des Dorfes einschließlich Stallbauten, Siedlungsweg (Wohnhaus)                                         | |                |
| 523C | Siedlungsweg 56 (Karte) | Aufsiedlergehöft (Wohnhaus) | |                |
| 523E | Siedlungsweg 64 (Karte) | Aufsiedlergehöft (Wohnhaus) | |                |
| 523B | Siedlungsweg 67 (Karte) | Aufsiedlergehöft (Wohnhaus) | |                |
| 523D | Siedlungsweg 73 (Karte) | Aufsiedlergehöft (Wohnhaus) | |                |
| 523F | Siedlungsweg 75 (Karte) | Aufsiedlergehöft (Wohnhaus mit Stall)                                                                                              | |                |
| 523H | Siedlungsweg 76 (Karte) | Aufsiedlergehöft (Wohnhaus mit Stall)                                                                                              | |                |
| 523G | Siedlungsweg 77 (Karte) | Aufsiedlergehöft (Wohnhaus mit Stall)                                                                                              | |                |
| 522  | Zum Anger 10 (Karte)    | Gutshaus | |                |
| 827  |                         | gepflasterte Landstraße mit Lindenallee (Abschnitt Kirchdorf-Stralsund, einschließlich der Ortsdurchfahrten Reinberg, Brandshagen) | |                |

## Middelhagen
| ID  | Lage                  | Bezeichnung                                 | Beschreibung | Bild |
| --- | --------------------- | ------------------------------------------- | ------------ | ---- |
| 604 | Middelhagen 5 (Karte) | Gutsanlage (Gutshaus mit Stall und Scheune) |              |      |
| 603 | Middelhagen 7 (Karte) | Katen                                       |              |      |

## Miltzow
| ID   | Lage                    | Bezeichnung                                     | Beschreibung | Bild                                            |
| ---- | ----------------------- | ----------------------------------------------- | ------------ | ----------------------------------------------- |
| 608  | Am Bahndamm 5 (Karte)   | Speicher                                        |              | Speicher                                        |
| 609A | Bahnhofsallee 4 (Karte) | Bahnhof (Empfangsgebäude)                       |              | Bahnhof (Empfangsgebäude)                       |
| 609B | Bahnhofsallee 7 (Karte) | Bahnhof (Bahnarbeiterwohnhaus mit Nebengebäude) |              | Bahnhof (Bahnarbeiterwohnhaus mit Nebengebäude) |
| 1351 | Hauptstraße             | Fünfkilometerstein                              |              |                                                 |

## Neuhof
| ID   | Lage                    | Bezeichnung                     | Beschreibung | Bild |
| ---- | ----------------------- | ------------------------------- | ------------ | ---- |
| 657  | Am Strelasund 1 (Karte) | Ziegelei (Ringofen und Gebäude) |              |      |
| 653A | Neuhof 17a (Karte)      | Katen                           |              |      |
| 653B | Neuhof 17b              | Katen                           |              |      |
| 654  | Neuhof 19               | Katen                           |              |      |
| 655A | Neuhof 21a              | Katen                           |              |      |
| 655B | Neuhof 21b              | Katen                           |              |      |
| 656A | Neuhof 25a              | Katen                           |              |      |
| 656B | Neuhof 25b              | Katen                           |              |      |

## Niederhof
| ID   | Lage                | Bezeichnung                            | Beschreibung | Bild           |
| ---- | ------------------- | -------------------------------------- | ------------ | -------------- |
| 660  | im ehem. Gutspark   | Jüdischer Friedhof (im ehem. Gutspark) |              | Weitere Bilder |
| 659A | Niederhof 2 (Karte) | Tagelöhnerkaten                        |              |                |
| 659B | Niederhof 3 (Karte) | Tagelöhnerkaten                        |              |                |
| 659C | Niederhof 4 (Karte) | Tagelöhnerkaten                        |              |                |
| 659D | Niederhof 5 (Karte) | Tagelöhnerkaten                        |              |                |
| 659E | Niederhof 6         | Tagelöhnerkaten                        |              |                |
| 659F | Niederhof 7 (Karte) | Tagelöhnerkaten                        |              |                |

## Reinberg
| ID   | Lage                         | Bezeichnung | Beschreibung | Bild                                             |
| ---- | ---------------------------- | --- | ------------ | ------------------------------------------------ |
| 829  | Am Kirchberg 2 (Karte)       | Pfarrwitwenhaus mit Brunnen |              |                                                  |
| 830  | Am Kirchberg 11a (Karte)     | ehemalige Schule |              | ehemalige Schule                                 |
| 836B | Am Wege Zum Pfarrhof (Karte) | Hofanlage (Stall, Scheune) |              | Hofanlage (Stall, Scheune)                       |
| 831  | Der Friedhof (Karte)         | Kirche mit Friedhof, Feldsteinmauer, Friedhofsportal und zwei Grabwangen 19. Jh.                                                   |              | Weitere Bilder                                   |
| 834  | Der Friedhof                 | Sühnestein an der Kirchhofsmauer                                                                                                   |              | Sühnestein an der Kirchhofsmauer                 |
| 833  | Lindenallee 19 (Karte)       | Gedenkstein Gründung der 1. LPG im Kreis Grimmen                                                                                   |              | Gedenkstein Gründung der 1. LPG im Kreis Grimmen |
| 832  | Lindenallee 26 (Karte)       | Wohnhaus |              | Wohnhaus                                         |
| 835  | Zum Pfarrhof 1 (Karte)       | Wohnhaus (Stellmacherei) |              | Wohnhaus (Stellmacherei)                         |
| 836A | Zum Pfarrhof 5a (Karte)      | Hofanlage (Wohnhaus) |              | Hofanlage (Wohnhaus)                             |
| 827  |                              | gepflasterte Landstraße mit Lindenallee (Abschnitt Kirchdorf-Stralsund, einschließlich der Ortsdurchfahrten Reinberg, Brandshagen) |              |                                                  |

## Reinkenhagen
| ID  | Lage                  | Bezeichnung                                                                      | Beschreibung | Bild           |
| --- | --------------------- | -------------------------------------------------------------------------------- | ------------ | -------------- |
| 838 | Schwarzer Weg (Karte) | Kirche mit Friedhof, Feldsteinmauer, Friedhofsportal und Kindergrabstein 18. Jh. |              | Weitere Bilder |

## Stahlbrode
| ID    | Lage                        | Bezeichnung          | Beschreibung | Bild                |
| ----- | --------------------------- | -------------------- | ------------ | ------------------- |
| 1317  | Landwerthof 1 (Karte)       | Bauernhof Lange-Hof  |              | Bauernhof Lange-Hof |
| 1043A | Zum Hafen 44 (Karte)        | Fischerhaus          |              |                     |
| 1043B | Zum Hafen 44                | Fischerhaus          |              |                     |
| 1044  | Zum Hafen/Küstenweg (Karte) | Kapelle mit Friedhof |              | Weitere Bilder      |

## Tremt
| ID  | Lage | Bezeichnung | Beschreibung | Bild |
| --- | ---- | --- | ------------ | ---- |
| 827 |      | gepflasterte Landstraße mit Lindenallee (Abschnitt Kirchdorf-Stralsund, einschließlich der Ortsdurchfahrten Reinberg, Brandshagen) |              |      |

## Woltershagen
| ID  | Lage | Bezeichnung | Beschreibung | Bild |
| --- | ---- | --- | ------------ | ---- |
| 827 |      | gepflasterte Landstraße mit Lindenallee (Abschnitt Kirchdorf-Stralsund, einschließlich der Ortsdurchfahrten Reinberg, Brandshagen) |              |      |

## Wüstenfelde
| ID   | Lage                  | Bezeichnung | Beschreibung | Bild    |
| ---- | --------------------- | ----------- | ------------ | ------- |
| 1197 | Wüstenfelde 3 (Karte) | Bahnhof     |              | Bahnhof |

## Quelle
- Denkmalliste des Landkreises Vorpommern-Rügen